# Лисьи горки (Новосибирск)
Лисьи горки (Пироговский лес, Университетский лес ) — лес, располагающийся на холмистой возвышенности на территории города Новосибирска (Советский район). Лес ограничен улицами Пирогова, проспектом Строителей, Бердским шоссе и Университетским проспектом.
Растительность леса представляет собой сосны, изредка встречающиеся берёзы, высокие травянистые растения, обширные брусничники и черничники. В отдельных местах, на понижениях рельефа, переходит в березовый лес с редкими соснами. Реки, озёра и другие водоёмы отсутствуют. На территории Лисьих горок произрастают редкие растения, обитают некоторые редкие животные (длиннохвостая неясыть, чеглок). Флора и фауна на этом участке сохраняется в почти первозданном виде. Возраст многих деревьев превышает сто лет.
На территории Пироговского леса располагается Центральная Клиническая Больница (ЦКБ СО РАН), включая роддом и морг. Больничные здания построены вдоль улицы Пирогова; это место подходит для них благодаря чистому лесному воздуху.
В 2010 году было вырублено 66,5 тыс. м² (6,65 га) леса в юго-восточной части для строительства нового корпуса НГУ.
Лисьи горки являются популярным местом отдыха жителей Советского района. На базе спортивного комплекса Новосибирского Государственного Университета здесь была создана освещенная трасса для беговых и лыжных соревнований, сейчас, впрочем, находящаяся в неудовлетворительном состоянии. В этом районе проходят тренировки различных местных спортивных секций.